# Gojan i Vogël
Gojan i Vogël – wieś położona w północnej części Albanii w gminie Gjegjan. Wieś znajduje się 72 kilometrów od stolicy państwa, Tirany.

## Demografia
Według spisu ludności z 1989 roku we wsi Gojan i Vogël mieszkało 508 mieszkańców.